# Salvezines
Salvezines település Franciaországban, Aude megyében. Lakosainak száma 70 fő (2022. január 1.). Salvezines Axat, Gincla, Montfort-sur-Boulzane, Puilaurens és Sainte-Colombe-sur-Guette községekkel határos.

## Népesség
A település népessége az elmúlt években az alábbi módon változott:
| Lakosok száma | 145  | 100  | 101  | 97   | 73   | 77   | 77   | 72   | 69   | 70   |
|               | 1968 | 1982 | 1990 | 2006 | 2013 | 2015 | 2017 | 2019 | 2020 | 2022 |